# Медиля
Медѝля (на италиански: Mediglia, на западноломбардски: Medija, Медийя) е град и община в Северна Италия, провинция Милано, регион Ломбардия. Разположен е на 95 m надморска височина. Населението на общината е 12 085 души (към 2013 г.).